# Jegor Sergejewitsch Schukow

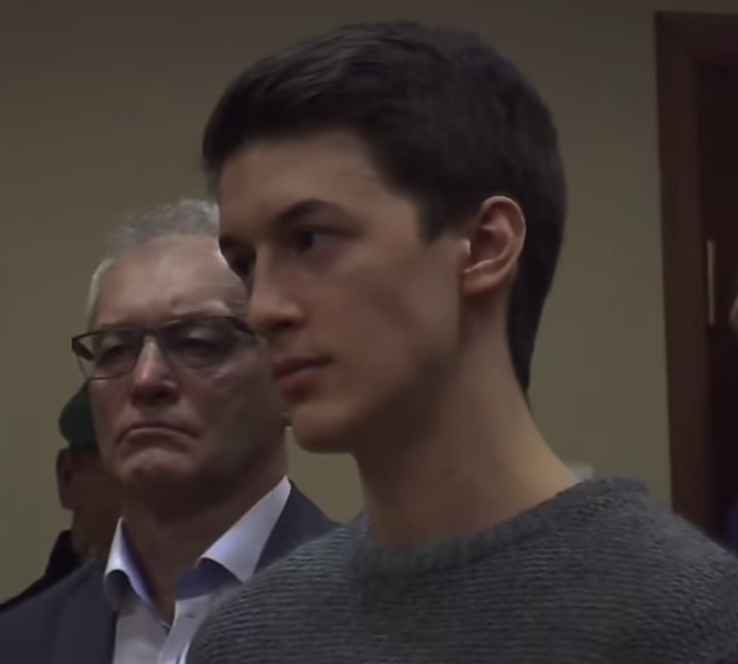
Jegor Schukow (2019)

Jegor Sergejewitsch Schukow (russisch Егор Сергеевич Жуков, engl. Yegor Zhukov; * 28. Juli 1998 in Moskau) ist ein russischer Journalist, Blogger und Regierungskritiker. Er ist eine Symbolfigur der jungen russischen Protestbewegung.

## Leben
Schukow studierte an der Wirtschaftshochschule Moskau, er betrieb einen regierungskritischen Video-Blog mit mehr als 100.000 Followern bei YouTube.
Schukow wollte 2019 selbst für die Moskauer Stadtduma kandidieren, zog aber seine Kandidatur später zugunsten eines anderen Oppositionellen zurück. 
Schukow protestierte am 27. Juli 2019 gemeinsam mit zehntausenden, vor allem jungen Russen, gegen den Ausschluss oppositioneller Kandidaten bei der Wahl zur Moskauer Stadtduma (siehe Proteste in Moskau 2019); die Polizei hatte mehr als 1400 Menschen festgenommen.
Als Beweis für die Anklage Schukows wurde zunächst ein Video angeführt, in dem allerdings nicht Schukow, sondern ein anderer Demonstrant zu sehen ist. Daraufhin wurden andere, bereits ältere Videos Schukows durchsucht, um etwas zu finden.
Der Grund für die Verurteilung Schukows wurde schließlich als „Aufruf zum Extremismus“ angegeben; als Beweis diente dabei insbesondere ein YouTube-Video, in welchem er zu Protest aufgerufen habe. Dabei habe er den Satz „Es ist nötig, zu allen möglichen Protestformen zu greifen“ geäußert und damit laut Anklage „politischen Hass und Feindseligkeit gegenüber der bestehenden Verfassungsordnung in der Russischen Föderation“ gezeigt. Sein Ziel sei, „die sozialpolitische Situation im Land zu destabilisieren“.
Schukow erhielt eine dreijährige Haftstrafe auf Bewährung. Die Anklage hatte vier Jahre Lagerhaft für Schukow gefordert. Seinen Youtube-Kanal Blog Shukowa darf er nicht mehr betreiben, die Administratoren-Rechte wurden ihm entzogen. Außerdem darf er zwei Jahre lang kein Internet nutzen. Bei seinem Schlusswort am 4. Dezember 2019, das von der Internet-Zeitung Meduza und in den Sozialen Medien vielfach geteilt wurde, sagte Schukow, dass er versuche zu beweisen, dass er kein Extremist ist, und kritisierte mit Bezug auf christliche Werte das Verhalten des russischen Staates, der „uns [...] in den Augen der jeweils anderen“ entmenschliche.
Jegor Schukow arbeitet beim Sender Echo Moskwy; er erhielt die Stelle nach seiner Verurteilung. Bei Echo Moskwy hat Schukow unter anderem den Oppositionsführer Alexei Nawalny interviewt.
Am 30. August 2020 wurde Schukow bei einem Angriff in Moskau schwer verletzt. Er erlitt Platzwunden im Gesicht und wurde wegen des Verdachts auf ein Schädel-Hirn-Trauma in ein Krankenhaus eingeliefert. Zwei Männer hatten Schukow angegriffen und auf seinen Kopf eingeschlagen, als er bereits am Boden lag, wie ein Video zeigt. Schukow wurde innerhalb von 24 Stunden wieder aus dem Krankenhaus entlassen.

## Reaktionen auf die Anklage und Verurteilung
Walerija Kassamara, die Hochschuldirektorin Schukows, setzte sich für ihn ein. Der bekannte russische Rapper Oxxxymiron trug T-Shirts mit einem Porträt Schukows; 123 russisch-orthodoxe Priester forderten in einem offenen Brief, die Vorwürfe gegen die Angeklagten der Protestbewegung fallen zu lassen, schrieben von Einschüchterung und riefen die Behörden zu Barmherzigkeit auf. Der Publizist Dmitri Lwowitsch Bykow sprach von einem schweren Fehler, Schukow festzunehmen, der für eine neue Generation in Russland stehe.
In sozialen Medien wurde die Verurteilung Schukows als Präzedenzfall bewertet. So sagte Gleb Morew, Literatur-Chef beim unabhängigen Kulturportal Colta dazu: „Das freie intellektuelle Beurteilen von Politik in Russland ist wieder strafbar.“